# Estádio Vasco da Gama
O Estádio Vasco da Gama, mais conhecido como São Januário, é um estádio de futebol pertencente ao Club de Regatas Vasco da Gama, situado no bairro homônimo, Rio de Janeiro. Foi inaugurado em 21 de abril de 1927 (98 anos), como o maior estádio da América do Sul à época, sendo até hoje o maior estádio particular do estado do Rio de Janeiro.
Apesar de ser batizado oficialmente com o nome do clube, ficou popularmente conhecido por uma das vias onde o Complexo Esportivo está situado, a rua São Januário. 
O estádio é reconhecido por lei como de interesse histórico, cultural, desportivo e social para o município. Sua fachada, em estilo neocolonial, é tombada pelo Instituto do Patrimônio Histórico e Artístico Nacional.

## História

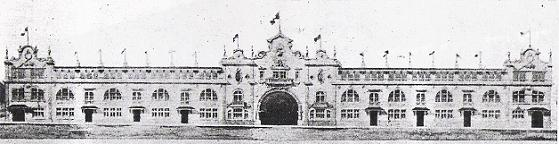
Fachada do estádio em 1927.

Nos primeiros anos do futebol no clube, o Vasco usou como estádio o campo do Andarahy, que depois se tornou campo do America, que numa permuta cedeu o terreno para construção do Shopping Iguatemi, atual Boulevard Rio Shopping. Desde a ida para a primeira divisão, em 1923, a diretoria vascaína já traçava planos para a construção de um estádio próprio. Contudo, a ideia só foi levada mesmo a cabo após a criação da AMEA. Um dos motivos argumentados para a não inclusão do Vasco na nova liga era a falta de um estádio próprio. Por este motivo, foi-se então dado o pontapé para a construção de São Januário. Começava ali uma campanha intensa de arrecadação de verbas.
No dia 28 de março de 1925, o Vasco assinou uma escritura de compromisso de compra e venda de um terreno de 65.445 m² em São Cristóvão da Sociedade Anonyma Lameiro no valor de 609:895$000 (seiscentos e nove contos e oitocentos e noventa e cinco mil réis) frutos de arrecadação popular. Feito isso, foram arrecadados mais aproximadamente 2.000:000$000 (dois mil contos de réis) para poder construir o estádio.
A Pedra Fundamental foi dada em 6 de junho de 1926, quando da assinatura do então prefeito do Distrito Federal, Alaor Prata. Para a construção foi chamada a firma Cristiani & Severo. O arquiteto português Ricardo Severo foi nomeado responsável pelo projeto do estádio.
Durante a construção, um problema: presidente da República, Washington Luís se negou a autorizar a importação de cimento belga - já utilizado no Jockey Club. Sem aquele tipo de cimento, necessário para uma obra daquele porte, foi-se usada uma solução criativa e útil: uma mistura de cimento, areia e pedra britada. Estima-se que pelo menos 6.000 barris de cimento e 252 toneladas de ferro foram usadas na obra.
Dez meses depois, o Estádio era inaugurado, com a presença de Washington Luís para se tornar o maior estádio do mundo novo. Até 1930, quando da inauguração do Estádio Centenário em Montevidéu (para a primeira Copa do Mundo), era o maior das Américas. Até 1940, quando da inauguração do Pacaembu em São Paulo, o estádio era o maior do Brasil, e até 1950, na inauguração do Maracanã, era o maior do estado do Rio de Janeiro. Após mais de 90 anos desde sua inauguração, este templo do futebol continua sendo o maior estádio particular do estado.
No jogo inaugural, dia 21 de abril de 1927, uma partida contra o Santos, potência paulista da época. O gol inaugural do estádio foi feito pelo santista Evangelista, aos 20 minutos do primeiro tempo. O primeiro gol vascaíno foi marcado pelo jogador Negrito aos 23 minutos do primeiro tempo. O Santos ganhou de 5 a 3, com dois gols de Evangelista, Feitiço, Omar e Araken Patuska.
Antes da partida houve várias solenidades, culminando com o corte de uma fita simbólica pelo aviador português Sarmento de Beires, realizador da travessia Lisboa-Rio comandando o hidroavião Argos.
Em 31 de março de 1928 foram inaugurados os refletores, já com a arquibancada em curva atrás de um dos gols concluída. O jogo foi contra o time uruguaio Wanderers. O Vasco venceu por 1 a 0, com um gol do ponta-esquerda Santana, em um chute direto do escanteio. O estádio do Vasco foi o primeiro estádio brasileiro a ser iluminado por refletores.

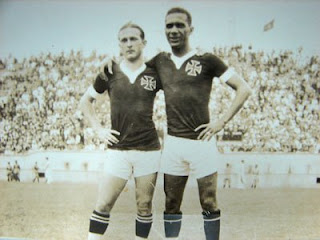
Itália e Fausto, destaques em São Januário.

O primeiro jogo da Seleção Brasileira no estádio ocorreu em 15 de janeiro de 1939, pela Copa Rocca. O Brasil perdeu de 5 a 1 para os rivais argentinos. O gol brasileiro foi feito por Leônidas da Silva, o Diamante Negro, que tinha jogado no Vasco cinco anos antes. Em 1946, São Januário foi palco de uma série de lutas de boxe, com destaque para a segunda luta entre o uruguaio Alberto Lowell, campeão sul americano de pesos pesados, e o argentino Ireno Caldera, campeão argentino da categoria.
Também neste estádio foram jogados as finais da Libertadores de 1998 vencida pelo Vasco da Gama, da Copa do Brasil de 2005 vencida pelo Paulista-SP, além da primeira partida da final da Copa do Brasil de Futebol de 2011 vencida pelo Vasco da Gama.
O Vasco da Gama manda seus jogos no Estádio de São Januário. O clube utiliza o Maracanã apenas em jogos de grande importância, e também os clássicos contra seus três rivais da cidade.
No dia 20 de maio 2007, o atacante Romário marcou o seu milésimo gol, na partida entre Vasco da Gama e Sport Recife.
O maior artilheiro de São Januário é Roberto Dinamite, também maior artilheiro vascaíno, com 184 gols marcados no estádio. Logo em seguida vem Romário, com 152 gols, e Ademir Marques de Menezes, com 94 gols.

### Estátuas
Em 2007 foi inaugurada no estádio de São Januário uma estátua de bronze em tamanho natural do craque e ídolo vascaíno Romário. A estátua fica localizada dentro do gramado atrás da baliza à esquerda das cabines de rádio e TV, baliza está na qual Romário marcou seu milésimo gol. Segundo o então presidente do Vasco, Eurico Miranda, a estátua é uma homenagem a um atleta que tanto contribuiu com Vasco, sendo um dos maiores goleadores do clube e também uma homenagem ao milésimo gol do atacante.
Em 2021, foi lançada uma campanha de financiamento coletivo visando construir uma estátua de Roberto Dinamite, homenageando o maior artilheiro do Vasco. A meta foi batida em apenas seis horas, e a estátua foi inaugurada em abril de 2022.

### Acontecimentos não esportivos

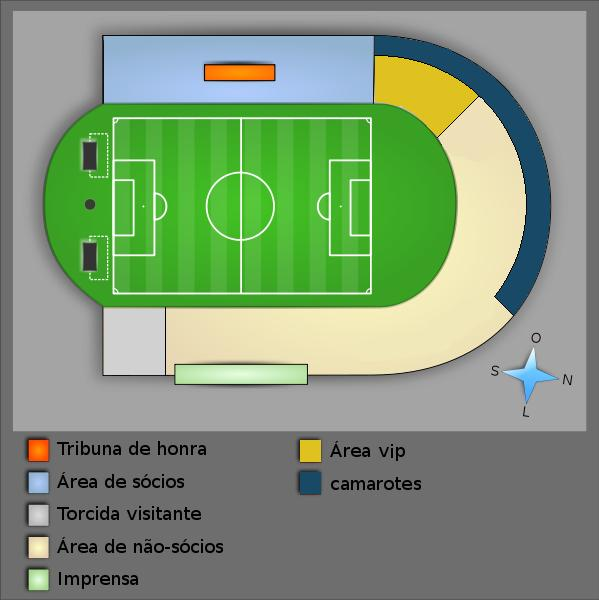
Distribuição dos lugares do Estádio de São Januário.

Em 1935 foi realizado no estádio o encerramento do Primeiro Congresso Nacional de Educação, que reuniu o Ministro Gustavo Capanema, o presidente da República, Getúlio Vargas e centenas de educadores e estudantes numa discussão sobre os rumos da educação nacional.
Foi também em São Januário que ocorreram os corais do maestro Heitor Villa-Lobos, que em 1940 reuniu 40.000 estudantes das escolas do Distrito Federal num coral de canto orfeônico.
Naquele mesmo ano, o estádio serviu como palco do comício de 1º de maio que o presidente Getúlio Vargas anunciou a Consolidação das Leis do Trabalho (CLT), as primeiras leis trabalhistas do Brasil. Getúlio usaria durante toda a década de 1940 São Januário como palco de seus discursos.
O estádio também sediou o Desfile das Escolas de samba do Rio de Janeiro nos anos de 1943 e 1945. Em 1943 um desfile comemorativo promovido pela primeira-dama, Darci Vargas. Já em 1945 a competição oficial, que teve como campeã a Portela com o enredo "Brasil Glorioso".
Já em 1985, São Januário foi palco do show do grupo porto-riquenho Menudo. A imprensa estimou o público em 80 mil; os organizadores falaram em 130 mil espectadores. Devido ao grande número de pessoas, milhares não conseguiram entrar para o show, e duas jovens morreram pisoteadas.

### Prêmios
No dia 30 de abril de 2002, o Travel Channel, famoso canal de televisão especializado em turismo realizou pesquisa que incluiu São Januário entre os sete melhores estádios do planeta para se assistir uma partida de futebol, junto com Camp Nou, Giuseppe Meazza, La Bombonera, Ibrox Stadium, Stamford Bridge e o Estádio Olímpico de Munique.
Com 80 anos de existência completados em 2007, o estádio se destaca por resguardar traços originais de sua construção. A emissora apontou São Januário como um dos mais famosos do mundo e lembrou o fato de o Vasco ter sido o primeiro clube brasileiro a lutar contra o racismo, admitindo negros no seu quadro de atletas.
Em 2008, o estádio também ganhou o prêmio de 'Maravilha da Zona Norte', ficando em primeiro lugar numa votação para escolher as sete maravilhas da Zona Norte da cidade do Rio de Janeiro.

### Reformas
O estádio passou por uma série de reformas visando proporcionar maior conforto aos torcedores e jogadores. Em parceria com patrocinadores, o Vasco reformou completamente os vestiários de São Januário deixando-os com estrutura de primeiro mundo, além disso inaugurou um novo setor no estádio chamado "Setor Premium" onde torcedores encontram diversas opções de lazer e um maior conforto ao assistir aos jogos. Outras reformas notáveis foram a substituição dos antigos alambrados do estádio por modernos vidros temperados, a mudança completa do gramado atendendo aos padrões internacionais da FIFA, a pintura completa da arquibancada e cadeiras sociais e por fim a inauguração de um dos mais modernos placares eletrônicos do Brasil.

### Novo São Januário
Em 7 de novembro de 2023, o prefeito do Rio de Janeiro, Eduardo Paes, assinou e enviou para a Câmara de Vereadores o projeto de lei referente ao potencial construtivo de São Januário que viabilizará os recursos necessários para as obras do novo estádio.
No dia 9 de novembro de 2023, o clube apresentou as primeiras imagens do projeto de reforma e ampliação do estádio. Este projeto foi apresentado primeiramente na gestão do presidente Alexandre Campello (2018 — 2021) e foi revisto e aprimorado, passando a ter uma capacidade de 47.838 torcedores. Mais que o dobro dos 21.880 atuais. Eles seriam divididos da seguinte forma: 32.743 nas arquibancadas, 10.258 nas cadeiras, 1.130 nos espaços lounges, 378 nos camarotes coletivos, 210 nas frisas, 133 nos camarotes tradicionais e 123 nas tribunas.
O projeto tem autoria de Sergio Moreira Dias, Felipe Nicolau, Willian Freixo, Clarissa Pereira e Ana Carolina Dias e tem orçamento de R$ 506 milhões e vale para todo o complexo do estádio. Esse dinheiro seria captado no processo de transferência de potencial construtivo. 
O prazo estipulado é de três anos de obras, com previsão de início em abril de 2024 e inauguração em abril de 2028, no centenário do estádio.

## Complexo Esportivo de São Januário
Situado numa área de mais de 80 000 m², o Complexo Esportivo é composto, não só pelo estádio, mas pelo Parque Aquático Vasco da Gama, pelos Ginásio Cyro Aranha e Ginásio Antônio Soares Calçada, Complexo João da Silva e o pelo Centro Avançado de Prevenção, Recuperação e Rendimento Esportivo (Caprres). Para além das instalações esportivas, também se destacam o Colégio Vasco da Gama e a Capela de Nossa Senhora das Vitórias.

## Tour da Colina
É uma visita guiada ao complexo esportivo. Nele o visitante conhece Entrada da Social, o Busto do Almirante, Tribuna de Honra, a Exposição Portugal (embaixo da arquibancada), ginásio Vasco da Gama, os vestiários, sala de imprensa, Campo, as estátuas do Roberto Dinamite e Romário, campo anexo (sem entrar), o Colégio Vasco da Gama, a Capela de Nossa Senhora das Vitórias, Parque Aquático e termina na Megaloja.

## Maiores públicos
- Públicos em jogos do Vasco da Gama, acima de 30.000 pessoas.[32][33]

| Nº | Público | Mandante      | Placar | Visitante            | Data                    | Competição            | Observação                                                           |
| -- | ------- | ------------- | ------ | -------------------- | ----------------------- | --------------------- | -------------------------------------------------------------------- |
| 1  | 60.000  | Vasco da Gama | 1–0    | Arsenal              | 25 de maio de 1949      | Amistoso              | Primeira vitória de um clube brasileiro contra um inglês na história |
| 2  | 60.000  | Vasco da Gama | 1–0    | Montevideo Wanderers | 31 de março de 1928     | Amistoso              | Inauguração dos refletores de São Januário                           |
| 3  | 50.000  | Vasco da Gama | 3–5    | Santos               | 21 de abril de 1927     | Amistoso              | Inauguração do estádio                                               |
| 4  | 40.209  | Vasco da Gama | 0–2    | Londrina             | 19 de fevereiro de 1978 | Campeonato Brasileiro |                                                                      |
| 5  | 40.000  | Vasco da Gama | 3–2    | America              | 31 de julho de 1937     | Amistoso              | "Jogo da Paz" - reconciliação entre as ligas AMEA e LCF              |
| 6  | 36.910  | Vasco da Gama | 2–2    | Vitória              | 21 de novembro de 1999  | Campeonato Brasileiro |                                                                      |
| 7  | 36.273  | Vasco da Gama | 2–0    | Barcelona            | 12 de agosto de 1998    | Copa Libertadores     | Primeira partida da final                                            |
| 8  | 35.308  | Vasco da Gama | 2–0    | Internacional        | 26 de setembro de 1999  | Campeonato Brasileiro |                                                                      |
| 9  | 35.000  | Vasco da Gama | 0–0    | São Caetano          | 30 de dezembro de 2000  | Campeonato Brasileiro | Primeira partida da final                                            |
| 10 | 34.147  | Vasco da Gama | 2–1    | Ponte Preta          | 20 de agosto de 2000    | Campeonato Brasileiro |                                                                      |
| 11 | 34.009  | Vasco da Gama | 5–2    | Flamengo             | 21 de agosto de 1949    | Campeonato Carioca    |                                                                      |
| 12 | 33.814  | Vasco da Gama | 1–1    | Paraná               | 19 de setembro de 1999  | Campeonato Brasileiro |                                                                      |
| 13 | 33.516  | Vasco da Gama | 2–1    | Atlético Paranaense  | 31 de outubro de 1999   | Campeonato Brasileiro |                                                                      |
| 14 | 33.428  | Vasco da Gama | 2–1    | Palmeiras            | 16 de outubro de 1999   | Campeonato Brasileiro |                                                                      |
| 15 | 33.378  | Vasco da Gama | 2–0    | Fluminense           | 30 de outubro de 1949   | Campeonato Carioca    |                                                                      |
| 16 | 33.330  | Vasco da Gama | 0–0    | Cruzeiro             | 23 de maio de 1998      | Copa do Brasil        |                                                                      |
| 17 | 32.672  | Vasco da Gama | 2–1    | Flamengo             | 14 de setembro de 1947  | Campeonato Carioca    |                                                                      |
| 18 | 30.254  | Vasco da Gama | 6–0    | Joinville            | 25 de março de 1984     | Campeonato Brasileiro |                                                                      |

## Clássicos
Até a inauguração do Maracanã o Vasco jogava os clássicos contra seus rivais da cidade em São Januário. Após o surgimento do estádio Mário Filho os jogos passaram a ser jogados ali, salvo raras exceções, a maioria ocorridas quando o estádio estava em obras. Em 2016 o estádio volta a ser utilizado pelo Vasco da Gama nos clássicos com mando de campo do clube no Campeonato Carioca devido a impossibilidade do uso do Maracanã e Engenhão.  Em 14 de fevereiro  de 2016, o Vasco voltou a jogar um clássico em São Januário desde 2005, vencendo o Flamengo por 1 a 0 em jogo válido pela Taça Guanabara.
A seguir o retrospecto do clube contra seus três principais adversários em seu campo.
Última atualização: 16 de maio de 2024
| Botafogo                                                                                                 | 57 | 25 | 14 | 18 | 78 | 59 | +19 |
| Fluminense                                                                                               | 49 | 24 | 14 | 11 | 88 | 61 | +27 |
| Flamengo                                                                                                 | 40 | 17 | 13 | 10 | 72 | 57 | +15 |
| J - jogos; V - vitórias; D - derrotas; E - empates; GP - gols pró; GC - gols contra; SG - saldo de gols; |    |    |    |    |    |    |     |

## Jogos da Seleção Brasileira
No Estádio São Januário a Seleção Brasileira de Futebol já disputou 26 jogos, sendo 21 vitórias, um empate e quatro derrotas. Desde a sua inauguração em 1927 até 1950 a Seleção disputava a maioria de seus jogos que fossem no Rio de Janeiro em São Januário, mas após a inauguração do Maracanã este estádio passou a ser o escolhido pela CBF. Trinta e nove anos após o último jogo, a Seleção voltou a disputar uma partida em São Januário. Em 1989 enfrentou a Seleção Japonesa, vencendo por 1 a 0. Em 1993, o confronto com a Seleção Paraguaia marcou a última partida disputada pela Seleção Brasileira em São Januário.
| Nº | Data                    | Competição      | Mandante | Placar | Visitante                 |
| -- | ----------------------- | --------------- | -------- | ------ | ------------------------- |
| 1  | 6 de janeiro de 1929    | Amistoso        | Brasil   | 5–3    | Barracas                  |
| 2  | 24 de fevereiro de 1929 | Amistoso        | Brasil   | 4–2    | Rampla Juniors            |
| 3  | 24 de fevereiro de 1935 | Amistoso        | Brasil   | 2–1    | River Plate               |
| 4  | 15 de janeiro de 1939   | Copa Roca       | Brasil   | 1–5    | Argentina                 |
| 5  | 22 de janeiro de 1939   | Copa Roca       | Brasil   | 3–2    | Argentina                 |
| 6  | 23 de março de 1940     | Copa Rio Branco | Brasil   | 3–4    | Uruguai                   |
| 7  | 31 de março de 1940     | Copa Rio Branco | Brasil   | 1–1    | Uruguai                   |
| 8  | 14 de maio de 1944      | Amistoso        | Brasil   | 6–1    | Uruguai                   |
| 9  | 20 de dezembro de 1945  | Copa Roca       | Brasil   | 6–2    | Argentina                 |
| 10 | 23 de dezembro de 1945  | Copa Roca       | Brasil   | 3–1    | Argentina                 |
| 11 | 1 de abril de 1947      | Copa Rio Branco | Brasil   | 3–2    | Uruguai                   |
| 12 | 3 de abril de 1949      | Sul-Americano   | Brasil   | 9–1    | Equador                   |
| 13 | 24 de abril de 1949     | Sul-Americano   | Brasil   | 7–1    | Peru                      |
| 14 | 30 de abril de 1949     | Sul-Americano   | Brasil   | 5–1    | Uruguai                   |
| 15 | 8 de maio de 1949       | Sul-Americano   | Brasil   | 1–2    | Paraguai                  |
| 16 | 11 de maio de 1949      | Sul-Americano   | Brasil   | 7–0    | Paraguai                  |
| 17 | 7 de maio de 1950       | T. Oswaldo Cruz | Brasil   | 2–0    | Paraguai                  |
| 18 | 10 de maio de 1950      | Amistoso        | Brasil   | 2–5    | Bangu                     |
| 19 | 14 de maio de 1950      | Copa Rio Branco | Brasil   | 3–2    | Uruguai                   |
| 20 | 17 de maio de 1950      | Copa Rio Branco | Brasil   | 1–0    | Uruguai                   |
| 21 | 25 de maio de 1950      | Amistoso        | Brasil   | 5–0    | Bangu                     |
| 22 | 1 de junho de 1950      | Amistoso        | Brasil   | 3–1    | Bangu                     |
| 23 | 6 de junho de 1950      | Amistoso        | Brasil   | 6–4    | Seleção Gaúcha            |
| 24 | 11 de junho de 1950     | Amistoso        | Brasil   | 4–3    | Seleção Paulista de Novos |
| 25 | 23 de julho de 1989     | Amistoso        | Brasil   | 1–0    | Japão                     |
| 26 | 14 de julho de 1993     | Amistoso        | Brasil   | 2–0    | Paraguai                  |

## Jogos de outras Seleções
Em São Januário, seleções de diversos países já disputaram 25 partidas, sendo 14 delas contra o Vasco da Gama. O Estádio de São Januário foi a sede no Rio de Janeiro do Campeonato Sul-Americano de Futebol de 1949, a 21ª edição da Copa América. Em 2013, a Seleção Italiana enfrentou a Seleção Haitiana em um amistoso, visando a preparação para a Copa das Confederações. Já em 2024, a Seleção Brasileira Sub-20 realizou um par de amistosos com a Seleção Mexicana Sub-20.
| Nº | Data                    | Competição   | Mandante      | Placar | Visitante       |
| -- | ----------------------- | ------------ | ------------- | ------ | --------------- |
| 1  | 14 de agosto de 1930    | Amistoso     | Vasco da Gama | 6–1    | Iugoslávia      |
| 2  | 18 de agosto de 1935    | Amistoso     | Vasco da Gama | 4–0    | Espanha         |
| 3  | 22 de agosto de 1935    | Amistoso     | Vasco da Gama | 1–1    | Espanha         |
| 4  | 10 de abril de 1949     | Copa América | Peru          | 4–0    | Colômbia        |
| 5  | 13 de abril de 1949     | Copa América | Paraguai      | 3–1    | Peru            |
| 6  | 13 de abril de 1949     | Copa América | Uruguai       | 3–2    | Equador         |
| 7  | 17 de abril de 1949     | Copa América | Bolívia       | 3–2    | Uruguai         |
| 8  | 20 de abril de 1949     | Copa América | Peru          | 4–0    | Equador         |
| 9  | 20 de abril de 1949     | Copa América | Chile         | 1–1    | Colômbia        |
| 10 | 30 de abril de 1949     | Copa América | Paraguai      | 7–0    | Bolívia         |
| 11 | 03 de maio de 1949      | Copa América | Equador       | 4–1    | Colômbia        |
| 12 | 27 de janeiro de 1972   | Amistoso     | Vasco da Gama | 3–2    | Zaire           |
| 13 | 14 de junho de 1980     | Amistoso     | Vasco da Gama | 3–1    | Kuwait          |
| 14 | 01 de setembro de 1983  | Amistoso     | Vasco da Gama | 1–0    | Arábia Saudita  |
| 15 | 28 de julho de 1985     | Amistoso     | Vasco da Gama | 5–0    | Camarões        |
| 16 | 09 de setembro de 1985  | Amistoso     | Vasco da Gama | 2–1    | Omã             |
| 17 | 21 de fevereiro de 1986 | Amistoso     | Vasco da Gama | 3–1    | Emirados Árabes |
| 18 | 03 de março de 1988     | Amistoso     | Vasco da Gama | 1–0    | Quénia          |
| 19 | 05 de agosto de 1990    | Amistoso     | Vasco da Gama | 2–1    | Arábia Saudita  |
| 20 | 06 de setembro de 1990  | Amistoso     | Vasco da Gama | 3–1    | Arábia Saudita  |
| 21 | 03 de janeiro de 2000   | Amistoso     | Vasco da Gama | 7–0    | Argélia         |
| 22 | 11 de junho de 2013     | Amistoso     | Itália        | 2–2    | Haiti           |
| 23 | 16 de junho de 2009     | Amistoso     | Vasco da Gama | 3–0    | Nicarágua       |
| 24 | 05 de setembro de 2024  | Amistoso     | Brasil Sub-20 | 2–1    | México Sub-20   |
| 25 | 08 de setembro de 2024  | Amistoso     | Brasil Sub-20 | 3–2    | México Sub-20   |

## Jogos Mundiais Militares de 2011
O Estádio de São Januário foi uma das sedes do futebol nos Jogos Mundiais Militares de 2011, abrigando a abertura dos torneios masculino e feminino, das equipes do Brasil contra Argélia e França, respectivamente, a semifinal masculina entre Brasil e Argélia e a disputa de terceiro lugar feminino, entre Holanda e França, e a grande final feminina entre Brasil e Alemanha.

## Copa das Confederações 2013 e Copa do Mundo 2014
O Estádio de São Januário serviu de Centro de Treinamento para as seleções do Brasil, México e Espanha na Copa das Confederações FIFA de 2013 e ainda sediou um amistoso entre as seleções da Itália e do Haiti. Com o Estádio de São Januário cedido a FIFA, a mesma doou balizas novas, redes, barreiras, máquina de gelo e máquina para o gramado, além de uma nova adaptação no gramado e nova posição dos bancos de reservas.
Na Copa do Mundo de 2014 o Estádio de São Januário foi novamente Centro de Treinamento para as seleções do Uruguai, Colômbia, Equador e das finalistas Argentina e Alemanha.